# 磯崎美穂
磯崎 美穂（いそざき みほ、1988年8月5日 - ）は、東京都出身の女優。東京俳優生活協同組合所属。

## 人物
身長160cm。体重48kg。
趣味・特技は水泳、バスケットボール、サイクリング、散歩。
桐朋学園芸術短期大学演劇科、演劇集団 円、研究所専攻科卒業。

## 出演作品

### 舞台
- ひのくすり
- リボン、ちゃんと結びなさい
- Life〜誰かのために祈る場所〜
- 夢屋
- 夏の夜の夢
- 坂の上の家
- 月並みのはなし
- 海からくる馬
- ヴェローナ物語
- 森は生きている
- リアリティ・ショウ
- リスト
- 夏への扉
- ソウルマン
- ラフカット2014　13000/2
- 尻を見てしまう
- ナホトカ
- 幕張の女
- イマカノ
- 特別機動戦隊Jレンジャー
- 円盤屋ジョニー

### テレビドラマ
- 機界戦隊ゼンカイジャー 第15、16、29、38カイ!（2021年、テレビ朝日） - ステイシーの母 / リセ

### テレビ番組
- 秘密のケンミンSHOW（日本テレビ）
- ザ!世界仰天ニュース（日本テレビ）
- 24時間テレビ 愛は地球を救う37「復活! 10年ぶりのチャラーン 林家こん平のキセキ」（2014年、日本テレビ）
- ブラマヨ衝撃ファイル 世界のコワ〜イ女たち（TBS）
- 東洋医学 ホントのチカラ（2023年、NHK）

### 映画
- ハートボイルド・フィクション（2019年）
- ムーンライト・ダイナー（2022年）